# КООАМ
Комбайн Оннет Обер Адвансер Меркантайлс или КООАМ (англ. Combine Honnete Ober Advancer Mercantiles (CHOAM)) — «Картель негоциантов и перевозчиков товаров» или ОСПЧТ — «Объединённый Совет Прогрессивной Честной Торговли», также КАНИКТ - «КАртель Новых И Качественных Товаров», вымышленная галактическая корпорация в серии книг «Хроники Дюны» Фрэнка Герберта, его сына Брайана и Кевина Андерсона. Эта корпорация контролировала всё, связанное с космосом, хотя полагалась на Космическую гильдию по космическому транспорту из-за её монополии на межзвёздные полёты.

## История
Корпорация КООАМ контролировала все финансы Империи. КООАМ находилась в ведении как самого Паддишах-Императора, так и Великих Домов. Космическая гильдия и Орден Бинэ Гессерит принимали непосредственное участие в делах КООАМ, но не имели права голоса. Каждый Великий Дом хотел возглавить КООАМ или иметь большое число голосов в Директорате, так как корпорация позволила бы несметно обогатиться. Представители Великих Домов могли получить огромные состояния, находясь у руля корпорации. Возглавление КООАМ переходило от одного Великого Дома к другому и отражало их политическое могущество. КООАМ поддерживала устойчивый курс главной валюты Империи — солярия, и участвовала почти во всех торговых операциях, где самым дорогим и ценным товаром всегда был меланж. Великий Дом, контролировавший добычу пряности на Арракисе, автоматически входил в Директорат корпорации. Практически все Великие Дома зависели от прибылей КООАМ, львиную долю которых приносил меланж.